# إم بي 3
إم بي 3 (بالإنجليزية: MP3)‏ هي صيغة تستخدم للملفات الصوتية. وهي اختصار لـ(MPEG Layer 3). وتعدّ من أشهر الصيغ المستخدمة لنقل الملفات الصوتية وذلك بسبب أنها تحفظ المعلومات الصوتية في ملفات أصغر حجما وكذلك لقابلية تشغيلها على العديد من الأجهزة مثل مشغلات mp3.

## تاريخ ونشأته
إم بي 3 أو (MPEG1 أو MPEG2, مع Layer 3) عبارة عن ملف ذو تركيبة رقمية تم تصغير حجمها (بالضغط) بشكل كبير حتى يمكن تنزيل ذلك الملف بوقت أقل، من الإنترنت. وهذا الضغط لا يؤثر على جودة الصوت مادامت الجودة تحددها أذن الإنسان. هذه التركيبة تجعل مستعمليها قادرين على تخزينها في أجهزتهم دون أن تستهلك مساحة كبيرة من القرص الصلب وكذلك تحميلها عبر شبكة الإنترنت أو تنزيلها من الشبكة أو حتى إرسالها بالبريد الإلكتروني لأصحابهم.

### خلفية
تستفيد خوارزمية ضغط البيانات الصوتية المفقودة في ملفات إم بي 3 من القيود الإدراكية للسمع البشري والتي تسمى الإخفاء السمعي (Auditory masking). في عام 1894 ذكر الفيزيائي الأمريكي ألفرد إم. ماير (Alfred M. Mayer) أنه يمكن جعل نغمة غير مسموعة بواسطة نغمة أخرى ذات تردد أقل. في عام 1959، وصف ريتشارد إهمرRichard) Ehmer) مجموعة كاملة من المنحنيات السمعية بخصوص هذه الظاهرة. بين عامي 1967 و 1974، عمل إيبرهارد زويكر (Eberhard Zwicker) في مجالات ضبط وإخفاء نطاقات التردد الحرجة، والتي بُنيَت بدورها على البحث الأساسي في المنطقة من هارفي فليتشر (Harvey Fletcher) ومعاونيه في مختبرات بِل (Bell Labs).
استُخدِم الترميز الإدراكي لأول مرة لضغط ترميز الكلام باستخدام الترميز التنبؤي الخطي، والذي نشأ في أعمال فوميتادا إيتاكورا (Fumitada Itakura) (جامعة ناغويا) وشوزو سايتو (Shuzo Saito) (إن تي تي) في عام 1966. في عام 1978، اقترح كل من بيشنو إس. أتال (Bishnu S. Atal) ومانفريد آر. شرودر (Manfred R. Schroeder) من مختبرات بل كوديك كلام الترميز التنبؤي الخطي، يُسمى الترميز التنبؤي التكيفي (Adaptive predictive coding)، والذي يستخدم خوارزمية تشفير صوتية نفسية تستغل خصائص إخفاء الأذن البشرية. كان هناك مزيد من التحسين من قبل شرودر وأتال مع جيه إل هول (J.L. Hall) أُبلِغ عنه لاحقًا في ورقة عام 1979. في نفس العام، اقتُرِح ترميز إخفاء صوتي نفسي بواسطة إم إيه كراسنر (M.A. Krasner)، الذي نشر وأنتج أجهزة للكلام، ولكن نشر نتائجه في تقرير فني لمختبر لينكولن (Lincoln Laboratory) غامض نسبيًا  لم يؤثر على الفور على الاتجاه السائد لتطوير الترميز النفسي الصوتي.
طُوِّر تحويل جيب التمام المتقطع (DCT)، وهو نوع من ترميز التحويل للضغط الفقود، والذي اقترحه ناصر أحمد في عام 1972، بواسطة أحمد مع تي. ناتاراجان (T. Natarajan) وك. ر. راو (K.R Rao) في عام 1973، وقد نشروا نتائجهم في عام 1974. أدى ذلك إلى تطوير تحويل جيب التمام المتقطع المُعدَّل (MDCT)، الذي اقترحه جي بي برينسنJ.P) Princen) وجونسون (A.W. Johnson) وأ. ب. برادلي (A.B. Bradley) في عام 1987، بعد عمل سابق قام به برينسن وبرادلي في عام 1986. أصبح تحويل جيب التمام المتقطع المُعدَّل لاحقًا جزءًا أساسيًا من خوارزمية إم بي 3.
قام إرنست تيرهاردت (Ernst Terhardt) وآخرون بإنشاء خوارزمية تصف إخفاء السمع بدقة عالية في عام 1982. أضاف هذا العمل إلى مجموعة متنوعة من التقارير من المؤلفين الذين يعود تاريخهم إلى فليتشر، وإلى العمل الذي حدد في البداية النسب الحرجة وعرض النطاق الترددي الحرج.
في عام 1985، قدم أتال وشرودر تنبؤًا خطيًا متحمسًا بالشفرة (CELP)، وهو عبارة عن خوارزمية لترميز الكلام الإدراكي القائم على الترميز التنبؤي الخطي مع إخفاء سمعي حقق نسبة ضغط بيانات كبيرة في وقته. ذكرت مجلة معهد مهندسي الكهرباء والإلكترونيات (وهي مجلة محكمة حول مجالات مختارة في الاتصالات) مجموعة واسعة من خوارزميات ضغط الصوت (الإدراكية في الغالب) في عام 1988. أفادت طبعة «الترميز الصوتي للاتصالات» التي نُشرت في فبراير 1988 عن مجموعة واسعة من تقنيات ضغط بتات الصوت الراسخة والعاملة، يستخدم بعضها إخفاءً سمعيًا كجزء من تصميمها الأساسي، ويُظهِر العديد منها تطبيقات الأجهزة في الوقت الفعلي.

## قبل ظهور إم بي 3
كانت طريقة تسجيل الصوت للكمبيوتر هي باستخدام ملفات بتركيبة واف. المشكلة في طريقة التسجيل بهذه التركيبة هي أن ملف الصوت الناتج يكون ضخم جدا. وعلى سبيل المثال إذا أردت باستعمال كمبيوترك أن تقوم بتسجيل مقطع صوتي ومدته أربعة دقائق فإن هذا المقطع سيستهلك ملفا حجمه أربعون ميجابايت. وبالتالي إذا أردت تسجيل أكثر من قرص سي دي فإن ذلك مستحيل تقريبا. الآن وبطريقة تصغير حجم الملف بعملية الضغط يمكنك تسجيل مئات الملفات الصوتية بجودة عالية، وبدون أن تستهلك الكثير من المساحة على القرص الصلب.

## المبتكرون
قام بابتكار هذه الصيغة مجموعة من المهندسين الأوربيين وقد تم تسجيلها كامتداد قياسي عالمي عام 1991. وأغلبهم من ألمانيا.

## خفايا MP3
يتم الحصول على هذا الضغط على أساس رياضي اعتمد فيه أسلوب الخوارزمية الرياضية في ملفات MPEG 1, Layer 3. كما يقوم هذا الأسلوب في جزء منه بالاستغناء عن بعض معلومات الملف، ولكن ذلك يتم اعتمادا على بعض نظريات علوم الصوتيات، حيث يتم إزالة جميع الأصوات المكررة فوق بعضها أو محمولة ولو جزئيا فوق أصوات أخرى (بالإنجليزية: overlapped) بدون أن يكون لها فعالية وكذلك إزالة الأصوات ذات الترددات التي لا تقدر الأذن البشرية على سماعها أو التعرف عليها.
ومن ناحية عملية فإن كل دقيقة صوت بجودة صوت السي دي ذات وصوت ستيريو 16 بت تستهلك عادة 10 ميجابايت، بينما باستعمال رموز الجديدة فإن هذا الاستهلاك قد أصبح من الممكن تخفيضه بنسبة 1 إلى 12، مع الاحتفاظ بجودة الصوت التي يمكن للأذن البشرية استقبالها وتمييزها.

## فكرة العمل
تعتمد فكرة تخفيض حجم الملف ذو الامتداد MP3 على تجاهل الأصوات غير المسموعة للأذن البشرية، وتحويل الإشارة التي تحمل المعلومات الصوتية من المجال الزمني Time Domain إلى مجال الترددات Frequency Domain.

## في مجال الأنترنت
في النصف الثاني من التسعينات، بدأت ملفات إم بي 3 تنتشر على شبكة الإنترنت. عن طريق برنامج وين أمب الشهير الذي ظهر في سنة 1997م، في سنة 1997 ظهر موقع www.mp3.com الذي قام بتوفير أعداد كبيرة من ملفات إم بي 3 التي تتيح للمستخدم تحميلها والاستفادة منها.

## جودة الصوت
عند تنفيذ ترميز الصوت، مثل إنشاء ملف ، وهناك علاقة بين مقدار المساحة المستخدمة وجودة الصوت الناتج. عادة يسمح للمستخدم بتعيين معدل بت، والتي تحدد عدد كيلوبت المستخدم في الملف في الثانية الواحدة من الصوت.